# جروب بيت الناجح (الريدة)
'

تعديل مصدري - تعديل

جروب بيت الناجح هي إحدى قرى عزلة الريدة وقصيعر بمديرية الريدة وقصيعر التابعة لمحافظة حضرموت، بلغ تعداد سكانها 61 نسمة حسب تعداد اليمن لعام 2004.